# Begraafplaats van Bailleul (Henegouwen)
De Begraafplaats van Bailleul is een gemeentelijke begraafplaats in het Belgische dorp Bailleul, een deelgemeente van Estaimpuis. Deze kleine begraafplaats ligt slechts 100 m ten zuidoosten van de dorpskerk (Église Saint-Amand). Ze is omgeven door een bakstenen muur en heeft een dubbel smeedijzeren hek als toegang. 
Centraal staat een monument voor de gesneuvelde dorpsgenoten uit de Eerste Wereldoorlog.

## Britse oorlogsgraven
Op de begraafplaats ligt een perk met 3 Britse gesneuvelden uit de Tweede Wereldoorlog. Zij waren leden van het Brits Expeditieleger en kwamen om tijdens de gevechten tegen het oprukkende Duitse leger en de daaropvolgende terugtrekking naar Duinkerke eind mei 1940.
De graven worden onderhouden door de Commonwealth War Graves Commission en staan er geregistreerd als Bailleul Communal Cemetery, Hainaut.